# Beynes (Yvelines)
Beynes ist eine französische Gemeinde mit 7635 Einwohnern (Stand: 1. Januar 2022) im Département Yvelines in der Region Île-de-France. Sie gehört zum Arrondissement Rambouillet und zum Kanton Plaisir. Die Einwohner heißen Beynois.

## Geographie
Beynes liegt am Ufer des Flusses Mauldre etwa 25 Kilometer westlich von Versailles.
Umgeben wird Beynes von den Nachbargemeinden Montainville und Mariel-sur-Mauldre im Norden, Crespières im Nordosten, Thiverval-Grignon und Saint-Germain-de-la-Grange im Osten, Villiers-Saint-Frédéric im Südosten, Neauphle-le-Vieux im Süden, Vicq im Südwesten, Saulx-Marchais im Westen und Marcq im Nordwesten.

## Geschichte
Seit dem 8. Jahrhundert gehörte die Gegend zur Abtei von Saint-Germain-des-Prés. Seit 1181 herrschte das Haus Montfort über die Ortschaft.
Im 14. Jahrhundert errichtete Robert d’Estouteville eine Burganlage. 1536 schenkte König Heinrich II. Diana von Poitiers die Herrschaft.

## Bevölkerungsentwicklung
| 1962                       | 1968 | 1975 | 1982 | 1990 | 1999 | 2006 | 2011 |
| -------------------------- | ---- | ---- | ---- | ---- | ---- | ---- | ---- |
| 1372                       | 1571 | 5501 | 7593 | 7445 | 7200 | 7501 | 7676 |
| Quellen: Cassini und INSEE |      |      |      |      |      |      |      |

## Sehenswürdigkeiten

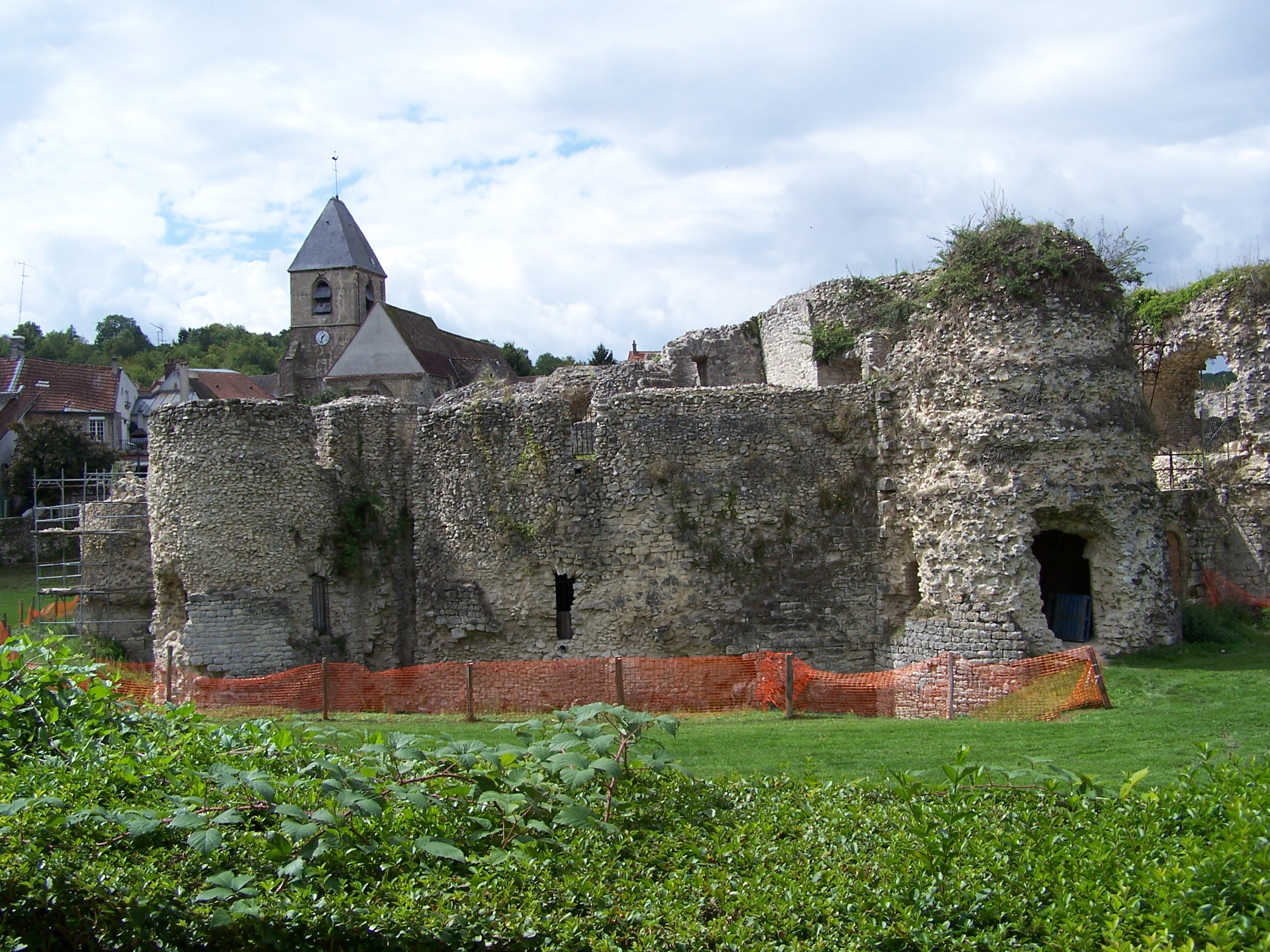
Château de Beynes

- Kirche Saint-Martin aus dem 11. Jahrhundert
- Burg aus dem 11. Jahrhundert (Baubeginn 1073), Burganlage, die im 14. Jahrhundert von Robert d’Estouteville umgebaut wurde, heute nur noch als Ruine erhalten, seit 1959 Monument historique
- Rathaus